# Brownleea recurvata
Brownleea recurvata är en orkidéart som beskrevs av Otto Wilhelm Sonder. Brownleea recurvata ingår i släktet Brownleea och familjen orkidéer. Inga underarter finns listade i Catalogue of Life.